# 強·麥勞夫林
強·麥勞夫林（Jon McLaughlin，1982年9月27日—），美國唱作歌手，生于美国印第安納州。早年学习古典音乐，后因车祸导致双手骨折，无法继续演奏钢琴。直到高中时，麥勞夫林才重新开始弹钢琴，并开始练习唱歌。
2007年，他因在电影《曼哈頓奇緣》中演唱《So Close》，而获得奥斯卡提名。同年，亦发行个人第一张专辑，名為《Indiana》。
2008年，发行第二张专辑，名為《OK Now》。

## 音樂專輯
- 《Industry（英语：Industry (EP)）》
- 《Indiana》
- 《OK Now（英语：OK Now）》